# Музей штата Индиана
Музей штата Индиана (англ. Indiana State Museum; сокр. ISM) — музей в Индианаполисе, США. Расположен в городском парке White River State Park. В музее хранятся экспонаты, рассказывающие о культуре и истории Индианы от доисторических времен до наших дней. Музей оснащен IMAX-системой.

## История
Коллекция музея начала образовываться в 1862 году, еще во время Гражданской войны, когда государственный библиотекарь R. Deloss Brown начал собирать минералы и другие редкости, которые хранил в шкафу. В 1869 году Генеральная ассамблея Индианы (англ. Indiana General Assembly) приняла постановление о сборе и хранении геологических и минералогических артефактов государства. Первыми сотрудниками музея стали ученые-геологи, которые собирали и маркировали первые образцы коллекции. Первоначально коллекция музея была выставлена в помещении на третьем этаже здания Капитолия штата Индиана в 1888 году. Затем она перемещалась в разные помещения Капитолия, пока не очутилась подвале здания. Здесь коллекция находилась на протяжении последующих почти 45 лет.
За это время предпринимались многие попытки выделения для музея отдельного здания и только в 1962 году губернатор Мэттью Уэлш (англ. Matthew Empson Welsh) одобрил идею нового помещения для Индианского музея. При переезде городских властей в новые офисы здания Indianapolis City-County Building, старое здание правительства было отдано под музей. В нём были проведены масштабные ремонтные работы, чтобы приспособить его в качестве музея, и в 1967 году Музей штата Индиана открыл свои двери в новом здании, имеющем четыре этажа для экспонатов и обслуживающего персонала, а также подвальное помещение для запасника.
В 1976 году музей получил аккредитацию Американской ассоциации музеев. С годами коллекция разрасталась и в 1970-х — 1980-х годах к основному зданию музея приобретались близлежащие здания и объекты, создавая музейный комплекс. В 1984 году городские власти решили создать новый музейно-рекреационный комплекс в парке White River State Park. 31 декабря 2001 года музей на площадях старой ратуши был закрыт и открылся в городском парке 22 мая 2002 года. Строительство нового комплекса в Уайт Ривер Паре обошлось в $105 миллионов.
В настоящее время Музей штата Индиана имеет выставочные площади в более чем 40000 квадратных футов (4000 м²) и более 452000 артефактов в своей коллекции.